# Tinetto

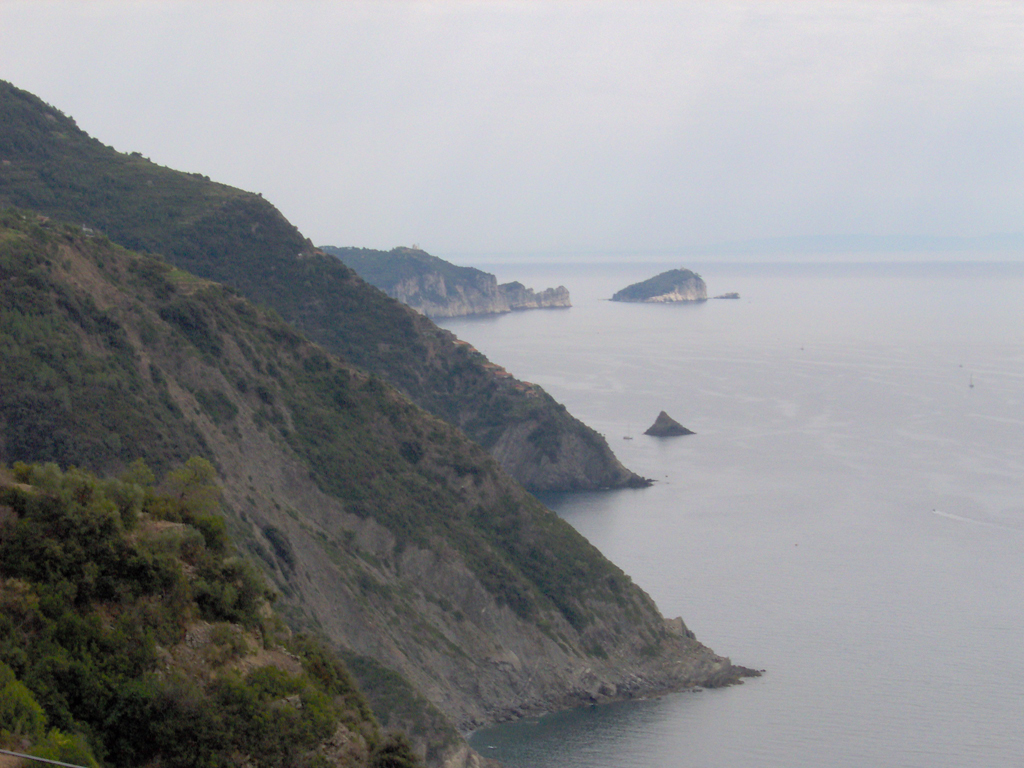
Wyspa Tinetto

Tinetto to włoska wyspa leżąca na Morzu Liguryjskim. Jest najmniejszą wyspą archipelagu trzech blisko siebie położonych wysp (pozostałe to Palmaria i Tino) leżących na południe od stałego lądu, niedaleko miasta Portovenere. Od 1997 roku archipelag wraz z miastem Portovenere i Cinque Terre został wpisany na listę światowego dziedzictwa UNESCO.